# Joanna Horodecka

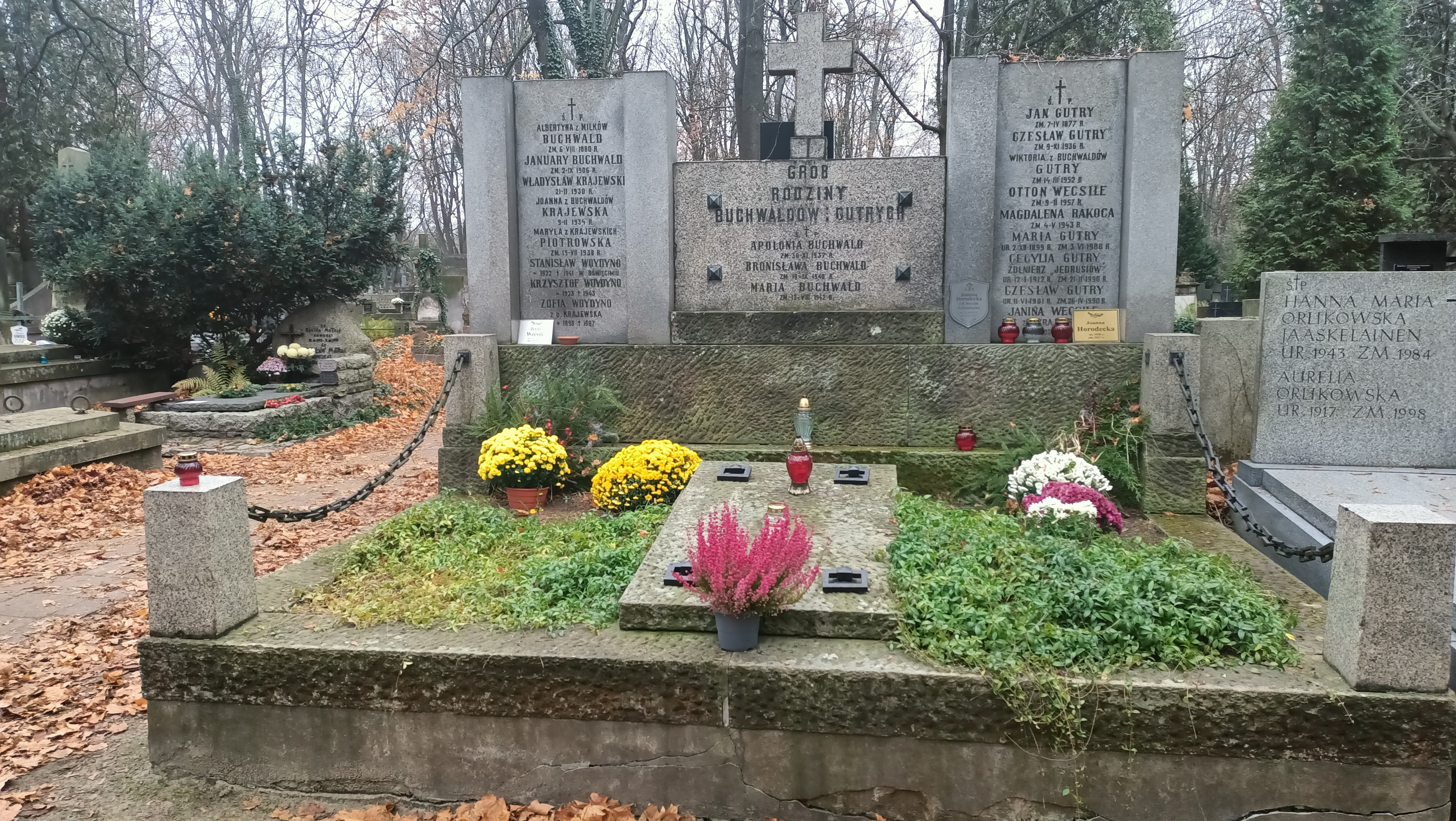
Grób Joanny Horodeckiej na cmentarzu Powązkowskim w Warszawie

Joanna Horodecka z domu Wecsile (ur. 31 października 1928 w Kaliszu, zm. 11 marca 2017 w Pruszkowie) – polska koszykarka reprezentująca barwy Polonii Warszawa. 
W okresie powstania warszawskiego przebywała na Żoliborzu, po czym trafiła do Dulagu 121 Pruszków. W 1949 zdobyła srebrny medal mistrzostw Polski w koszykówce z drużyną Polonii Warszawa. Po zakończeniu kariery sportowej została dziennikarką „Życia Warszawy”. Pisała przede wszystkim o sytuacji osób z upośledzeniem umysłowym i ich rodziców.
Córka Janiny i Ottona. Pochowana na cmentarzu Powązkowskim w Warszawie (kwatera 201, rząd 3, miejsce 28).